# Lago Pjasino
Il lago Pjasino (in russo озеро Пя́сино, ozero Pjasino?) è un lago della Russia siberiana settentrionale (Territorio di Krasnojarsk).
Occupa una superficie di 735 km² nel bacino idrografico del fiume Pjasina, suo emissario, tributario diretto del mare di Kara; ha una profondità massima di circa 10 metri ed una profondità media di 4 metri. Il lago Pjasino è collegato tramite i fiumi Rybnaja e Noril'skaja ai laghi Lama, Keta e Melkoe, situati più a sud nelle propaggini dell'altopiano Putorana.
A breve distanza dalle sue sponde sorgono le importanti città minerarie di Noril'sk e Talnach.
A causa del clima, le acque del lago sono gelate nel periodo ottobre - primi di giugno.
Il 20 settembre 2009 una piccola imbarcazione privata, con 12 persone a bordo, è affondata a 10 Km dalla costa a causa di una tempesta. Il bilancio è stato di 7 morti.

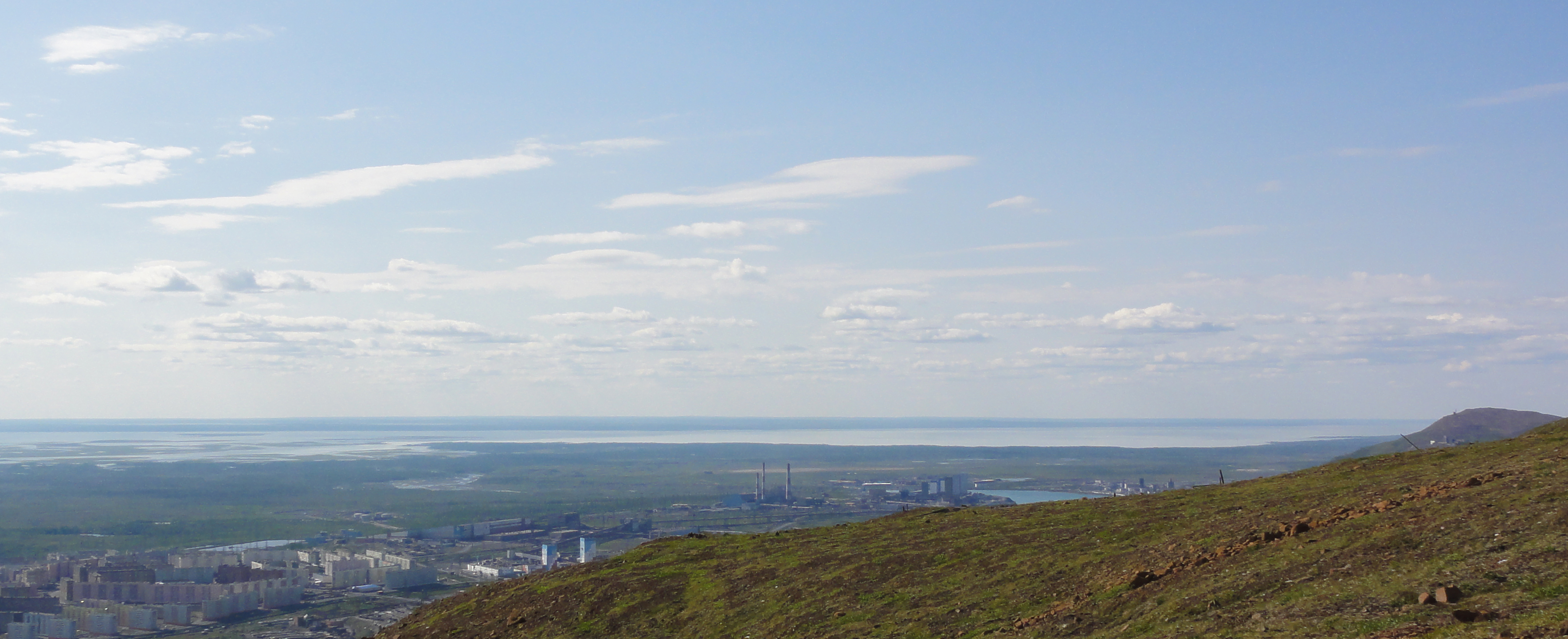
Veduta di Talnach e dell'area meridionale del lago Pjasino in estate.

A causa del massiccio scarico di rifiuti tossici nei fiumi che sfociano nel lago da parte della compagnia metallurgica MMC Norilsk Nickel e a causa della bassa profondità dello stesso, risulta notevolmente inquinato e quasi completamente privo di pesci.